# FIFA 11
FIFA 11 è un videogioco di calcio sviluppato e pubblicato da Electronic Arts, distribuito a partire dal 28 settembre 2010 in America del Nord, dal 30 settembre 2010 in Australasia e dal 1º ottobre 2010 in Europa. Il gioco è disponibile per PlayStation 2, PlayStation 3, Xbox 360, Wii, PC, Nintendo DS, PlayStation Portable, iPhone e iPad. È il 18º titolo della serie FIFA: lo slogan è "We are 11". La demo è stata disponibile per PlayStation 3, Xbox 360 e PC dal 15 settembre 2010..

## Copertine
In ogni edizione è presente Kaká affiancato da:
- Nel Regno Unito e in Irlanda: Wayne Rooney;
- In Italia: Giorgio Chiellini;
- In Spagna: Andrés Iniesta;
- In Ungheria: Balázs Dzsudzsák;
- In Russia: Sergej Semak;
- In Australia: Tim Cahill e Wayne Rooney;
- In Polonia: Jakub Błaszczykowski;
- In Svizzera: Valentin Stocker;
- Negli Stati Uniti d'America e in Messico: Carlos Vela e Landon Donovan.

Eccetto:
- In Germania: Mesut Özil e René Adler;
- In Francia: Hugo Lloris, Karim Benzema e Wayne Rooney;
- In Portogallo: Ricardo Carvalho e Wayne Rooney.

## Sviluppo
Il presidente di EA Canada, Peter Moore, ha affermato che per migliorare ancora dopo FIFA 10 sono all'esame i suggerimenti provenienti dalla community dei giocatori e si sta facendo un esame autocritico su quello che può essere migliorato e quindi offrire ogni anno un titolo più esaltante e dettagliato. Un altro obiettivo del team è migliorare la "modalità allenatore" di cui alcuni utenti si sono lamentati dicendo che è approssimativa e poco approfondita. EA Canada, quindi si sta concentrando molto sul miglioramento del comparto grafico, già di grande impatto sul capitolo precedente. Simon Humber, uno dei producer del titolo ha affermato inoltre che ci potrebbe essere una penalità di classifica per chi dovesse uscire da una partita online in corso di svolgimento, soprattutto se con l'avversario in vantaggio, ma certamente si terrà conto delle disconnessioni causate dalla linea internet. Il 9 maggio 2010 Electronic Arts conferma che la 18ª edizione del famoso videogioco calcistico FIFA verrà presentata al prossimo E3 di Los Angeles

## Nuove caratteristiche
Per la prima volta la versione PC è identica alle versioni PS3 e Xbox 360, quindi next-gen. (sebbene sia basato sull'engine del precedente FIFA 10, quindi non del tutto uguale alle controparti console). C'è un sistema nuovo di passaggi, chiamato Pro Passing, in cui la pressione del tasto influisce sulla precisione del passaggio anche con le assistenze. È possibile importare cori ed inni personalizzati e canzoni salvate sull'hard disk. Le modalità allenatore e professionista sono state unite, creando la nuova modalità carriera, in cui si può scegliere di essere un allenatore, giocatore o giocatore-allenatore per quindici stagioni. In questa modalità sono stati rivisti i trasferimenti e la gestione dei contratti rispetto alla modalità allenatore di FIFA 10.
È possibile anche controllare i portieri in tutte le modalità di gioco, tra cui una chiamata 11 contro 11 online e nella modalità professionista. È stato reinserito il fallo di mano, che potrà essere disattivato sempre o solo in area di rigore. Sono state aggiunte nuove esultanze e migliorate quelle già esistenti con la possibilità di festeggiare con più giocatori oppure di creare un'esultanza predefinita per uno specifico calciatore. I portieri sono stati migliorati, eliminando i difetti presenti nel precedente episodio del videogioco. Per la prima volta, i replay e gli highlights possono essere salvati anche sul disco rigido. C'è infine una caratteristica chiamata Personality+, in cui le abilità reali di ogni giocatore sono incluse nel gioco.
La squadra dell'Atalanta è denominata "Bergamasca".
In FIFA 2011, a differenza di ciò che accadeva in FIFA 2005, manca il calciomercato nella modalità stagione: esiste la voce trasferimenti ma solo nel menù iniziale; nel momento che vengono trasferiti dei calciatori, essi non potranno più essere cambiati durante la stagione salvata (come accadeva invece in Fifa 2005, dove ad agosto e gennaio c'era la possibilità di concludere delle trattative).

## Patch
Per le versioni PlayStation 3, Xbox 360 e PC sono disponibili vari aggiornamenti del gioco:
- La prima patch è stata resa disponibile a partire dal giorno di lancio. Essa corregge diversi errori.
- La seconda è uscita il 2 novembre 2010 e prepara il gioco per l'espansione Ultimate Team.
- La terza è uscita il 12 novembre 2010 e corregge i tiri, la regola del fuorigioco, i passaggi nella modalità online ed altri errori minori.
- La quarta è uscita il 23 febbraio 2011 e aggiorna le rose delle squadre dopo la sessione invernale di calciomercato. Inoltre vengono modificati i valori delle squadre e dei giocatori.
- La quinta è uscita il 16 marzo 2011 e porta miglioramenti alla modalità carriera e all'intelligenza artificiale.

## FIFA 11 Ultimate Team
Dal 3 novembre 2010 è disponibile su PlayStation Network e Xbox Live la nuova edizione dell'espansione Ultimate Team. Al contrario dei precedenti anni, quest'anno il DLC è completamente gratuito. Anche se si trova anche nelle versioni di Nintendo DS, viene rinominato il nome in "Ultimate Team 11".

## Commento
Anche quest'anno, come per i precedenti 4 capitoli della serie, i commenti delle partite in italiano sono stati affidati ai telecronisti di Sky, Fabio Caressa e Giuseppe Bergomi. Come sempre, nelle versioni per Nintendo DS, la telecronaca è inglese, ma a differenza delle altre versioni il commento può essere anche in lingua tedesca.

## Campionati
FIFA 11 include 31 campionati, e per la prima volta il campionato russo è stato inserito in tutte le versioni del gioco tranne per Nintendo DS, mentre in FIFA 10 era disponibile solo per PlayStation 2, PlayStation Portable e PC.
| - A-League - Bundesliga - Jupiler League - Série A - Gambrinus Liga - K-League - Superliga - Ligue 1 - Ligue 2 - Bundesliga - 2. Bundesliga - Premier League - Championship - League 1 - League 2 - Irish League | - Serie A - Serie B - Primera División - Tippeligaen - Eredivisie - Ekstraklasa - Primeira Liga - Prem'er-Liga - Scottish Premier League - Liga BBVA - Liga Adelante - Major League Soccer - Allsvenskan - Super League - Süper Lig |

### Resto del mondo
| - AEK Atene - Boca Juniors - Kaizer Chiefs - Olympiakos - Orlando Pirates | - Panathinaikos - PAOK - River Plate - Whitecaps FC - Classic XI (una squadra formata da campioni del passato) - World XI (una squadra formata da campioni del presente) |

## Nazionali
FIFA 11 ha 53 nazionali, 2 in meno di FIFA 10 (Paraguay e Ucraina).
| - Algeria - Argentina - Australia - Austria - Belgio - Bolivia - Brasile - Bulgaria - Camerun - Canada - Cile - Cina - Colombia - Corea del Sud - Croazia - Dominica - Danimarca - Rep. Dominicana - Ecuador - Finlandia - Francia - Germania - Grecia - Inghilterra - Irlanda - Irlanda del Nord - Italia | - Messico - Norvegia - Nuova Zelanda - Paesi Bassi - Perù - Polonia - Portogallo - Rep. Ceca - Romania - Russia - Scozia - Slovenia - Spagna - Stati Uniti - Sudafrica - Svezia - Svizzera - Turchia - Ungheria - Uruguay - Venezuela |

## Stadi

### Stadi ufficiali
FIFA 11 presenta 23 stadi ufficiali, uno in più di FIFA 10 (il Santiago Bernabéu), ma ben 18 in meno rispetto al videogioco dell'anno precedente.
| #  | Stadio            | Nome Reale         | Luogo       | Bandiera               | Squadra                   |
| -- | ----------------- | ------------------ | ----------- | ---------------------- | ------------------------- |
| 1  | Allianz Arena     | Allianz Arena      | Germania    | Germania (bandiera)    | Bayern Monaco Monaco 1860 |
| 2  | Amsterdam ArenA   | Amsterdam ArenA    | Paesi Bassi | Paesi Bassi (bandiera) | Ajax                      |
| 3  | Anfield           | Anfield            | Inghilterra | Inghilterra (bandiera) | Liverpool                 |
| 4  | Azteca            | Azteca             | Messico     | Messico (bandiera)     | América                   |
| 5  | Camp Nou          | Camp Nou           | Spagna      | Spagna (bandiera)      | Barcellona                |
| 6  | Delle Alpi        | Stadio delle Alpi  | Italia      | Italia (bandiera)      | Juventus                  |
| 7  | Emirates Stadium  | Emirates Stadium   | Inghilterra | Inghilterra (bandiera) | Arsenal                   |
| 8  | Stade de Gerland  | Stade de Gerland   | Francia     | Francia (bandiera)     | Olympique Lione           |
| 9  | Mestalla          | Mestalla           | Spagna      | Spagna (bandiera)      | Valencia                  |
| 10 | Imtech Arena      | HSH Nordbank Arena | Germania    | Germania (bandiera)    | Amburgo                   |
| 11 | Old Trafford      | Old Trafford       | Inghilterra | Inghilterra (bandiera) | Manchester Utd            |
| 12 | Olympiastadion    | Olympiastadion     | Germania    | Germania (bandiera)    | Hertha Berlino            |
| 13 | Parc des Princes  | Parc des Princes   | Francia     | Francia (bandiera)     | Paris Saint-Germain       |
| 14 | San Siro          | Giuseppe Meazza    | Italia      | Italia (bandiera)      | Milan Inter               |
| 15 | Santiago Bernabéu | Santiago Bernabéu  | Spagna      | Spagna (bandiera)      | Real Madrid               |
| 16 | Signal Iduna Park | Signal Iduna Park  | Germania    | Germania (bandiera)    | Borussia Dortmund         |
| 17 | St James' Park    | St James' Park     | Inghilterra | Inghilterra (bandiera) | Newcastle Utd             |
| 18 | Stade Vélodrome   | Stade Vélodrome    | Francia     | Francia (bandiera)     | Olympique Marsiglia       |
| 19 | Stadio Olimpico   | Olimpico           | Italia      | Italia (bandiera)      | Roma Lazio                |
| 20 | Stamford Bridge   | Stamford Bridge    | Inghilterra | Inghilterra (bandiera) | Chelsea                   |
| 21 | Veltins Arena     | Veltins-Arena      | Germania    | Germania (bandiera)    | Schalke 04                |
| 22 | Vicente Calderón  | Vicente Calderón   | Spagna      | Spagna (bandiera)      | Atlético Madrid           |
| 23 | Wembley           | Wembley            | Inghilterra | Inghilterra (bandiera) | Inghilterra               |

### Stadi generici
| - Akaaroa Stadium - Aloha Park - Arena D'oro - Country Park Arena - Court Lane - Eastpoint Arena - El Bombastico - El Medio - El Reducto - Estadio de las Artes - Estadio del Pueblo - Estadio Latino - Estadio Presidente G.Lopes - FLC Inglese - Forest Park Stadium |  | - Ivy Lane - O Dromo - Olimpico Arena - Prateistvi Arena - Serie C1 Europa - Stade Kokoto - Stade Municipal - Stadio FIWC - Stadion 23. Maj - Stadion Europa - Stadion Hanguk - Stadion Neder - Stadion Olympik - Town Park - Union Park Stadium |

### Stadi da allenamento
| - Arena Africa - Arena Nord America - Arena Sud America - Arena Europa Meridionale |  | - Arena Europa Orientale - Arena Europa Centrale - Arena Regno Unito - Arena Asia |

## Colonna sonora
- Ana Tijoux - 1977
- Adrian Lux - Can't Sleep
- Avenged Sevenfold - Not Ready to Die
- Blue Stahli - ULTRAnumb
- Caribou - Odessa
- Charlotte Gainsbourg - Trick Pony
- Chromeo - Don't Turn The Lights On
- ChocQuibTown - El Bombo (Toquemen el Bombo)
- Dan Black - Wonder
- Dapuntobeat - :0 (Dos Punto Cero)
- Deftones - Sextape
- Dum Dum Girls - It Only Takes One Night
- Ebony Bones - W.A.R.R.I.O.R.
- Emmure - Solar Flare Homicide
- Gorillaz - Rhinestone Eyes
- Groove Armada - Paper Romance
- Howl - Controller
- Jónsi - Around Us
- Jump Jump Dance Dance - White Picket Fences
- Katatonia - Deadhouse
- Ladytron - Ace of Hz
- LCD Soundsystem - I Can Change
- Linkin Park - The Catalyst
- Locnville - Sun in My Pocket
- Malachai - Snowflake
- Maluca - El Tigeraso
- Mark Ronson feat. Simon Le Bon e Wiley - Record Collection
- Massive Attack - Splitting the Atom
- MGMT - Flash Delirium
- Motorama - Wind in Her Hair
- Ram di Dam - Flashbacks
- Scissor Sisters - Fire with Fire
- The Black Keys - Tighten Up
- The Pinker Tones - Sampleame
- Tool - Sober
- Tulipa - Efêmera
- Two Door Cinema Club - I Can Talk
- Utro - Сад
- We Are Scientists - Rules Don't Stop
- Yeasayer - O.N.E.
- Zémaria - The Space Ahead

## Successo
Una settimana dopo l'uscita ufficiale in Europa, EA ha dichiarato di aver venduto 2,6 milioni di copie, superando i precedenti record dei giochi sportivi. Il primo giorno, inoltre, sono state giocate 11,3 milioni di partite online. A novembre 2010 il gioco ha venduto 8 milioni di copie.

## Accoglienza
FIFA 11 è stato accolto positivamente con voto 9.5 su 10 da parte di IGN UK e 10/10 da Official PlayStation Magazine (UK), il primo gioco della serie a cui viene assegnato il punteggio pieno. Eurogamer lo ha valutato con 8/10 riassumendo: "Al suo meglio FIFA 11 è enormemente divertente e dotato di un motore brillante, ma nella sua battaglia per essere più vario e realistico ha perso parte del suo slancio, e fuori dal campo il ritorno sta iniziando a diminuire".
La rivista Play Generation lo classificò come il terzo migliore titolo di sport e terzo migliore online del 2010.